# Sklave der Liebe
Sklave der Liebe è un cortometraggio muto del 1911 interpretato e diretto da Emil Albes.

## Produzione
Il film fu prodotto dalla Deutsche Bioscop GmbH (Berlin).

## Distribuzione
Con un visto di censura dell'11 dicembre 1911, il film - un cortometraggio della durata di trenta minuti - uscì nelle sale cinematografiche tedesche il 20 gennaio 1912.